# 卡米亞納韋爾巴
50°13′4″N 25°32′11″E / 50.21778°N 25.53639°E
卡米亞納韋爾巴（烏克蘭語：Кам'яна Верба），是烏克蘭的村落，位於該國西北部羅夫諾州，由杜布諾區負責管轄，面積0.08平方公里，海拔高度226米，2001年人口137，人口密度每平方公里1,631人。